# .ua
Az .ua Ukrajna internetes legfelső szintű tartomány kódja, melyet 1992-ben hoztak létre.

## Második szintű tartománykódok
- com.ua – kereskedelmi szervezeteknek.
- gov.ua – kormányzati intézményeknek.
- net.ua – internetszolgáltatóknak.
- edu.ua – oktatási intézményeknek.
- org.ua – nonprofit szervezeteknek.
- in.ua – magánszemélyeknek.